# Sant Joan Evangelista del Mas d'en Camps
Sant Joan Evangelista del Mas d'en Camps és una capella particular, situada en el Mas d'en Camps, a la comuna d'Arles, de la comarca del Vallespir (Catalunya del Nord).
Està situada ran de la masia del Mas d'en Camps, a la vall del Còrrec de Gargamós, a prop de l'extrem sud-oest del terme d'Arles.